# سیارک ۴۸۴۰
سیارک ۴۸۴۰ (به انگلیسی: 4840 Otaynang، نامگذاری:1989UY) چهار هزار و هشتصد و چهلمین سیارک کشف شده‌است که در ۲۳ اکتبر ۱۹۸۹ کشف شد.
قدر مطلق سیارک برابر ۱۱٫۹۰ است.